# Rudolf Radecke
Rudolf Radecke (Waldburg, 1829 – Berlín, 1893) fou un compositor alemany, germà del també conegut compositor Albert Maria Robert Radecke, i oncle del musicògraf Ernst Radecke, el qual era fill d'Albert.
Tingué per mestre Félix Baumgart i després estudià en els Conservatoris de Breslau i de Leipzig. Es traslladà a Berlín on fou professor del Conservatori Stern, hi va dirigir la Societat de Santa Cecília, i hi fundà una societat de cant i un Institut de música.
Entre les seves composicions hi figuren lieder i cors per a veus d'home.